# 7037 Davidlean
7037 Davidlean è un asteroide della fascia principale. Scoperto nel 1995, presenta un'orbita caratterizzata da un semiasse maggiore pari a 3,1066717 UA e da un'eccentricità di 0,1038969, inclinata di 11,07787° rispetto all'eclittica.